# Calderón (música)

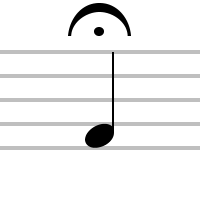
Figura 1. Calderón.

El calderón, corona o fermata es un signo de prolongación en el sonido, en notación musical es un signo que indica un punto de reposo, alargando la duración de las figuras musicales a las que afecta. Es decir, esta prolongación suspende el pulso que se estaba ejecutando hasta ese momento, y la nota, silencio o barra de compás afectada debe mantenerse durante un tiempo mayor del que indica en la partitura. La cantidad exacta de tiempo que se prolonga es a discreción del intérprete o del director, si bien es usual doblar la duración.
En el aria da capo es el signo que marca la finalización de la primera parte («fine»). Y en los conciertos para solistas señala los pasajes conocidos como cadenzas que están dedicados a la improvisación del solista.

## Representación gráfica
El calderón en partituras y partichelas aparece representado con un signo en forma de punto que está coronado por un semicírculo. Se ubica preferentemente en la parte superior del pentagrama por encima de la nota que se va a prolongar independientemente de la dirección de la plica. No obstante, también puede aparecer por debajo del pentagrama. 

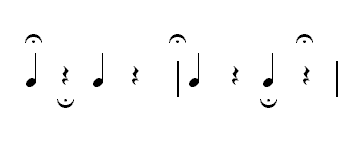
Figura 2. Calderones afectando a diversas figuras.

### En informática
En Unicode hay dos símbolos para el calderón que se corresponden con el calderón por encima y por debajo del pentagrama. Estos signos se obtienen mediante los siguientes códigos: 
| MUSICAL SYMBOL FERMATA       | U+1D110 |  |
| MUSICAL SYMBOL FERMATA BELOW | U+1D111 |  |
El software Lilypond reconoce cuatro tipos de calderones:
|              |         |             |                 |
| shortfermata | fermata | longfermata | verylongfermata |
Estos signos se desarrollaron en el siglo XX como una serie de variantes gráficas para representar calderones en las composiciones musicales que se comentan en el apartado siguiente.

## Usos y efectos

### A lo largo de la historia
Edad Media
El calderón apareció en el siglo XIV siendo primero colocado en la mayoría de los casos en la última nota de una pieza.
Renacimiento
Es bastante común en las obras de Guillaume Dufay y Josquin des Prez.
Barroco
En los arreglos corales de Johann Sebastian Bach y otros compositores del Barroco, el calderón a menudo sólo significa el final de una frase, donde se toma aliento para continuar. En unas pocas composiciones para órgano los calderones se presentan en diferentes compases de la mano derecha e izquierda, así como para los pies, lo cual haría prácticamente imposible su ejecución.
Siglo XX
Algunos compositores del siglo XX, entre los que se incluyen Francis Poulenc, Krzysztof Penderecki y Luigi Nono, ampliaron el uso de este signo para indicar la duración aproximada, incorporando diferentes tamaños y formas como el triángulo y cuadrado para representar calderones de duraciones diferentes. Aunque no constituye el uso estándar, estas son algunas de las propuestas:
- Indicando la duración mediante la adición de una palabra como lunga por encima o por debajo de un calderón para indicar una duración más larga. La palabra lunga es la forma abreviada de la italiana lunga pausa, que significa "pausa larga". Esta modalidad se encuentra comúnmente en la producción musical de Poulenc:

| {\displaystyle breve} |  | {\displaystyle lunga} |
- Indicando un período medido en segundos. Ejemplos:

| {\displaystyle 5''} | {\displaystyle ca.} {\displaystyle 12''} |
- Utilizando calderones de diferentes formas. El calderón cuadrado perdiendo así su significado específico de punto de reposo. Escalas principales:

|       |          |
| breve | largo[7] |
|       |       |          |
| breve | medio | largo[8] |
|                      |                  |                           |                           |                         |
| de muy breve a breve | de breve a medio | de medio a bastante largo | de bastante largo a largo | de largo a muy largo[9] |
|           |       |       |                |       |           |                             |
| muy breve | breve | medio | bastante largo | largo | muy largo | lo más largo posible[9][10] |
En la obra de Maurice Ohana podemos encontrar un signo que combina el calderón de forma cuadrada junto con la coma que indica la respiración. Suele aparecer colocado en especial sobre las barras de compás. Esto se puede entender como un respiración-punto de reposo breve. Por ejemplo, en Dies Solis (París, Jobert, 1983). En general, Ohana parece utilizar el calderón cuadrado como un punto de reposo breve, ya sea sobre una nota o sobre un silencio.
|  |

### En la actualidad
Un calderón puede aparecer tanto al final como en medio de una pieza o movimiento, y es seguido de un silencio breve o más notas. Conforme a Brock McElheran los calderones pueden ser clasificados en tres tipos: 

a) calderones seguidos "de un sonido ininterrumpido", 

b) calderones seguidos "por un breve período de silencio" y 

c) calderones seguidos "por un largo período de silencio". 

Después de esta clasificación, este mismo autor ofrece consejo detallado para la interpretación de cada uno de estos tipos.
Un calderón puede afectar a una nota, un acorde, un silencio o una barra de compás. 
Cuando acompaña a una nota, acorde o silencio se detiene la medida observada hasta el momento y la duración de la figura se prolonga el tiempo que determine el intérprete o el director en su caso. Una de las opciones más habituales es doblar la duración original. 

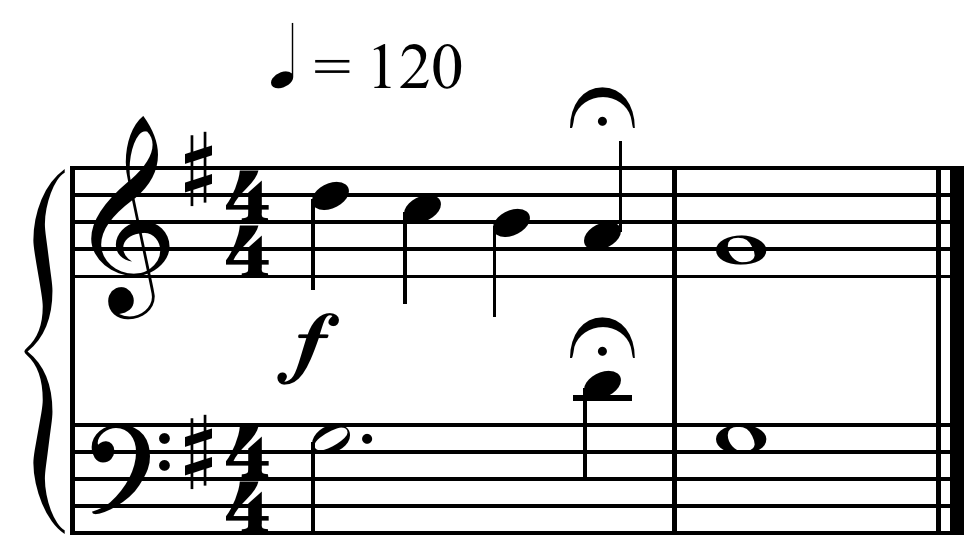
Figura 3. Ejemplo de calderón en la penúltima nota.

Cuando afecta a una barra de compás indica que hay que realizar una pausa intercalada. El signo opuesto es el término attacca que también se coloca sobre la barra de compás para indicar que hay que continuar inmediatamente, sin pausa entremedias.
Si afecta a un compás entero de pausa en todas las voces o pausa general el calderón generalmente significa un acortamiento y no un alargamiento.